# Aserbaidschaner in Deutschland

Regionale Verteilung der aserbaidschanischen Staatsbürger 2022

Die meisten Aserbaidschaner in Deutschland wanderten aus dem Osten der Türkei, aus dem Iran sowie aus Aserbaidschan ein. Insgesamt leben 120.000 bis 140.000 Aserbaidschaner in Deutschland, von denen allerdings nur 4000 Staatsbürger von Aserbaidschan sind.
Die meisten sind Schiiten, ferner gibt es auch sunnitische Muslime unter den Deutsch-Aserbaidschanern. Die meisten sprechen Aserbaidschanisch als Muttersprache, in geringem Umfang auch Deutsch.

## Geschichte

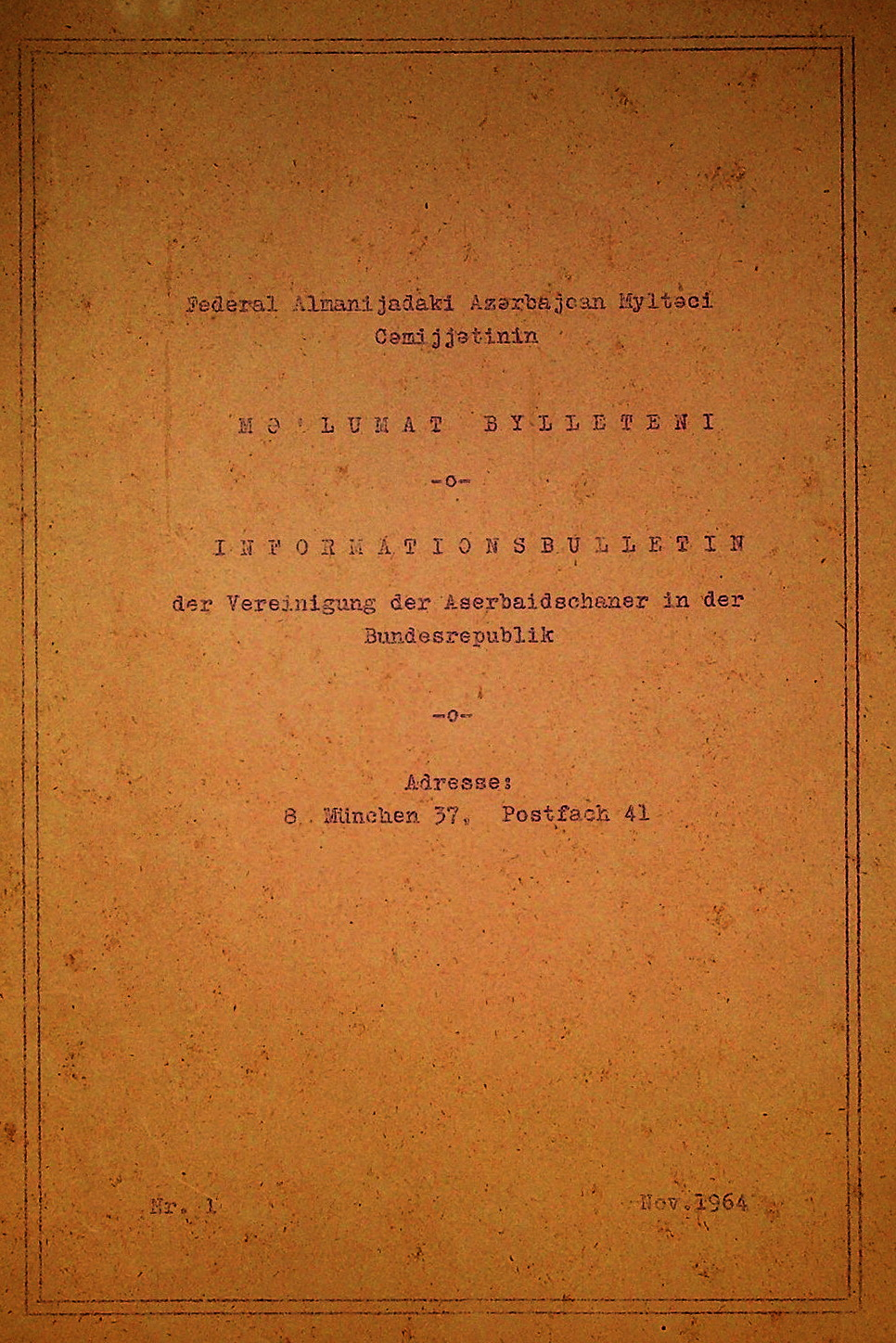
Informationsbulletin der Vereinigung der Aserbaidschaner in der Bundesrepublik (No 1, 1964)

Die ersten Siedler aus Aserbaidschan in Deutschland waren iranische Aserbaidschaner; andere Aserbaidschaner kamen aus ihrem Geburtsort in der Türkei und begannen sich in Westdeutschland (in der Bundesrepublik Deutschland) ab den 1960er Jahren anzusiedeln, wodurch die Zahl der Aserbaidschanischen Diaspora in Deutschland auf über 190.000 anstieg. Eine zweite Welle von Migranten aserbaidschanischer Herkunft kam zur Zeit des Bergkarabachkonfliktes, als 10.000 Aserbaidschaner vor allem aus wirtschaftlichen Gründen nach Deutschland einwanderten.

## Statistiken
Viele Aserbaidschaner leben in Berlin, das eine aserbaidschanische Bevölkerungszahl von 14.000 bis 17.000 hat. Ferner leben auch in Köln, Bremen, Hamburg, Mainz, Frankfurt am Main, München, Düsseldorf und Stuttgart beachtliche aserbaidschanische Gruppen.
Insgesamt leben je nach Schätzung und Selbsteinschätzung zwischen 15.219 (Volkszählung 2006) und 140.000 Aserbaidschaner in Deutschland.